# Tailevu Naitasiri F.C.
Tailevu Naitasiri F.C. là một câu lạc bộ bóng đá Fiji thi đấu ở giải hạng nhì của Hiệp hội bóng đá Fiji. Đội bóng đến từ Nausori, một thị trấn trên đảo Viti Levu, cách thủ đô Suva 20 km về phía Bắc. Sân nhà của đội bóng là Ratu Cakobau Park. Trang phục của họ gồm áo xanh da trời, quần trắng, tất xanh biển.

## Lịch sử
Hiệp hội bóng đá Tailevu Naitasiri được thành lập năm 1943, dưới sự điều hành của Chủ tịch G. S. Deo, khi một số câu lạc bộ địa phương tách ra từ Rewa để thành lập hiệp hội riêng. Tailevu/Naitasiri F.C. thi đấu tốt ở IDC 1945, khi chỉ thua sát nút Suva với tỉ số 3-2.
Năm 1974, Tailevu Naitasiri F.C., được thăng hạng nhất và cho thấy rằng họ xứng đáng có một vị trí ở giải hạng nhất bằng việc vào đến chung kết IDC.
Tailevu Naitasiri là đương kim vô địch Premier Division và chia sẻ chức vô địch với Levuka ở Buckhurst Park

## Tiểu sử
- M. Prasad, Sixty Years of Soccer in Fiji 1938–1998: The Official History of the Fiji Football Association, Fiji Football Association, Suva, 1998.